# Appio-Latino

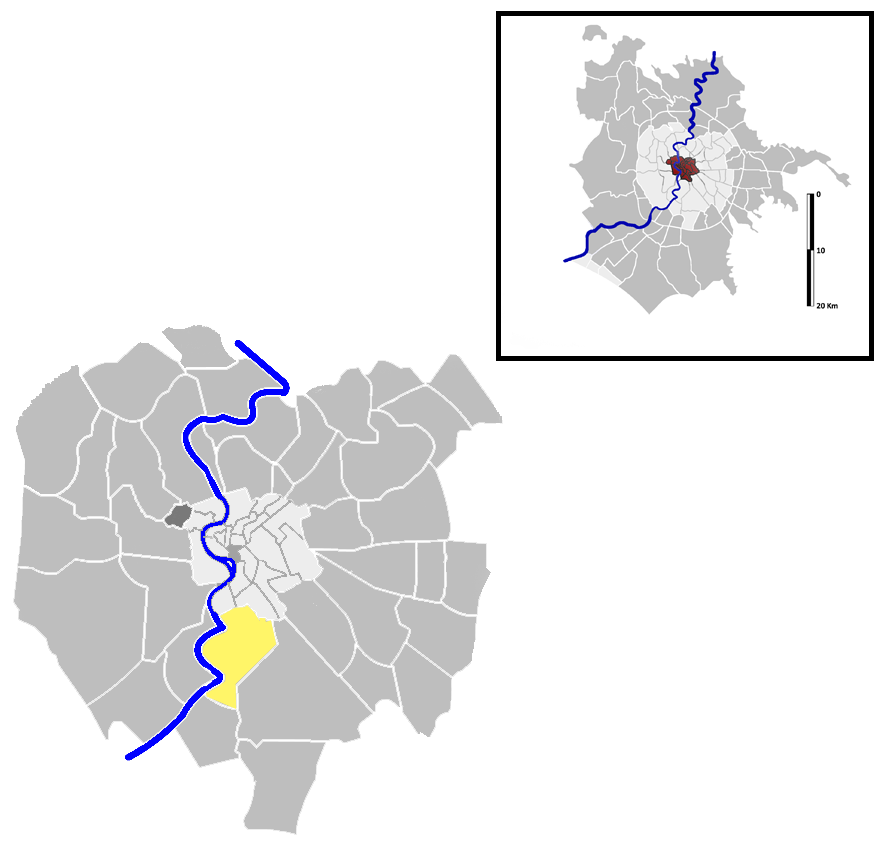
Quartiere Appio-Latino

Appio-Latino é o nono quartiere de Roma e normalmente indicado como Q. IX. Seu nome é uma referência à Via Ápia (Via Appia Antica) e à Via Latina. Está dividida em duas partes, com a região norte pertencente ao Municipio VII e a sul, ao Municipio VIII da região metropolitana de Roma Capitale.

## Geografia

Brasão do Quartiere Appio-Latino.

O quartiere Appio-Latino está localizado a sudeste da cidade, encostado na Muralha Aureliana, e suas fronteiras são:
- ao norte está o rione Monti, separado pela própria muralha no trecho entre a Porta Metronia e a Porta San Giovanni (Via Ipponio, Via Farsalo, Via Sannio e a Piazzale Appio).
- a leste está o quartiere Q. VIII Tuscolano, separado pela Via Appia Nuova, da Piazzale Appio até a Via dell'Almone.
- a sudeste está o quartiere Q. XXVI Appio-Pignatelli, separado pela Via dell'Almone, Via Appia Nuova até a Via Appia Pignatelli, e pela Via Cecilia Metella, da Via Appia Pignatelli até a Via Appia Antica.
- a sudoeste está o quartiere Q. XX Ardeatino, separado pela Via Appia Antica, da Via Cecilia Metella até a muralha (Porta San Sebastiano), e o rione Celio, separado pela Muralha Aureliana, da Porta San Sebastiano até a Porta Metronia (Via delle Mura Latine e Viale Metronio).

### Subdivisões históricas
Appio-Latino incorpora alguns topônimos históricos, incluindo Alberone, que identifica a área do lado direito (sudoeste) da Via Appia Nuova, entre o vale da ferrovia (Ponte Lungo), a Villa Lazzaroni e a Via Latina. O nome é uma referência à presença de uma secular uma azinheira secular na Via Appia Nuova, infelizmente derrubada numa tempestade em 7 d novembro de 2014. 
Na Via Latina, na lateral do Valle della Caffarella, ficava, até a década de 1990, uma favela conhecida como Borghetto Latino.

## História
As origems da região de Appio-Latino remontam aos primeiros anos da Roma Antiga. A Via Latina, que emprestou seu nome ao quartiere, era uma importante via de ligação com o Latium Vetus e com a Campania já utilizada no período anterior aos romanos e certamente pelos etruscos. A Via Ápia, por outro lado, que o poeta Estácio definiu como a "longarum Regina viarum" no final do século I, foi criada "somente" em 312 a.C. pelo censor romano Ápio Cláudio Cego, a quem deve seu nome. Ambas começavam na antiga Porta Capena (que ficava do lado esquerdo do Circo Máximo) da Muralha Serviana, e a primeira seguia até Casilino (Cápua), atravessando o os vales do Sacco e do Liri, e outra ia primeira até Casilino e depois continuava até Brundísio (Brindisi). Característica do território também, em segundo lugar, estão cinco imponentes aquedutos que seguem pelo eixo representado pela moderna Via del Mandrione, construídos entre 144 a.C. e 212 a.C.: a Água Márcia, a Água Tépula e a Água Júlia, reunidos numa única estrutura, e a Água Cláudia e o Ânio Novo, reunidos num outro conjunto de arcos, e mais a Água Antoniniana, uma ramificação para o sudoeste da Água Márcia. 
Durante a era romana, a região era caracterizada por uma rede de suntuosas villas patrícias, cisternas subterrâneas para coleta de água, canais de irrigação de áreas cultivadas, fábricas e imponentes estruturas defensivas, como a própria Muralha Aureliana. Com a Guerra Gótica (535-554), toda a passagem foi destruída, os aquedutos foram interrompidos e o transporte comercial e militar cessou, marcando o início de uma longa fase de abandono da região.
Apesar de não se saber ao certo a data de sua abertura, acredita-se que a Via Tuscolana tenha sido aberta depois do século VI, certamente para substituir a antiga Via Latina, completamente abandonada, na ligação de Roma com Túsculo e os Castelli Romani. Graças ao Liber Pontificalis sabemos que o aqueduto Água Mariana foi construído em 1122 por encomenda do papa Calisto II para permitir a irrigação do Agro Lateranense.
Appio-Latino estava entre os quinze primeiros quartieri criados em 1911 e oficialmente instituídos em 1921. Originalmente, era um quartiere periférico, fora das muralhas e, por isso, passou por uma caótica urbanização entre a I e a II Guerra Mundial. Em 1931, foi votado um novo plano direto (em italiano:  Piano Regolatore) para a região, que levou a um maciço aumento do volume de construções em relação ao plano de 1909 e, como resultado, já na metade da década de 1930, toda a região entre a Porta Metronia e a ferrovia já havia sido totalmente edificada. Nos anos seguintes, a história urbanística do quartiere foi de contínuas construições de dimensões excessivas, sobretudo ao longo da Via Tuscolana
Atualmente, este quartiere é parte do centro da cidade de Roma e está subdividido em duas partes: ao norte está a zona majoritariamente residencial pertencente ao Municipio VII e, ao sul, uma região quase completamente desabitada ocupada em parte pelo Parco della Caffarella, no Municipio VIII.

### Brasão
A descrição oficial do brasão de Appio-Latino é: De argento uma porta torreada em gules, acima e separado,  em azure um bucrânio argento coroado de or.

## Vias e monumentos
- Parco regionale dell'Appia antica (Valle della Caffarella)
- Parco di Villa Lazzaroni
- Porta Asinaria
- Porta Latina
- Porta Metronia
- Porta San Giovanni
- Porta San Sebastiano
- Torre del Casale della Vaccareccia
- Torre Valca
- Via Latina
- Via Ápia

### Antiguidades romanas
- Castra di Amba Aradam-Ipponio
- Catacumba de Aproniano
- Catacumba de Pretextato
- Catacumba dos Santos Gordiano e Epímaco
- Catacumba de Tertulino
- Catacumba da Vigna Randanini
- Cenotáfio de Ânia Regila
- Columbário Constantiniano
- Fonte da Via Cesare Baronio
- Hipogeu de Trébio Justo
- Hipogeu da Via Dino Compagni
- Hipogeu de Víbia
- Mausoléu de Cecília Metela
- Ninfeu de Egeria
- Templo de Ceres e Faustina (Sant'Urbano alla Caffarella)
- Túmulo de Geta
- Villa de Maxêncio
  - Circo de Maxêncio
  - Mausoléu de Valério Rômulo
  - Túmulo dos Servílios
- Villa romana de Casale di Quo Vadis

## Edifícios

### Palácios evillas
- Casale Cenci na Villa de Maxêncio
- Casale di Quo Vadis
- Casale Tarani
- Casale della Vaccareccia
- Casale di Vigna Cardinali
- Palazzina Ridolfi
- Palazzetto della Telefonica Tirrena
- Villa Alfano
- Villa Casali
- Villa Lazzaroni

### Outros edifícios
- Case popolari di Piazza Tuscolo
- Case popolari di Viale Metronio
- Caserma Zignani
- Collegio Missionario Rosmini
- Curia Generalizia dei Marianisti
- Edifici dell'Istituto Autonomo Case Popolari Appio III[4]
- Hosteria del Colombario dei Liberti di Augusto
- Istituto Autonomo Case Popolari Appio I[4]
- Istituto Poligrafico e Zecca dello Stato
- Mercato Metronio
- Nepomucenum
- Scuola elementare Alessandro Manzoni

### Igrejas
- Domine Quo Vadis (Santa Maria in Palmis)
- Natività di Nostro Signore Gesù Cristo
- Nostra Signora del Pilar dei Marianisti
- Ognissanti in Via Appia Nuova
- Preziosissimo Sangue di Nostro Signore Gesù Cristo ad Appio Latino
- Sant'Antonio da Padova alla Circonvallazione Appia
- Santa Caterina da Siena a Via Populonia
- San Giuda Taddeo ai Cessati Spiriti
- San Giovanni Battista de' Rossi
- Santa Maria Mater Misericordiae a Via Latina
- San Martino I Papa
- Santissimo Nome di Maria a Via Latina

Desconsagradas
- Cappella di Reginald Pole